# دیوید دون
دیوید دون (به انگلیسی: David Dunn) بازیکن فوتبال زادهٔ ۲۷ دسامبر ۱۹۷۹ اهل انگلستان است که سابقهٔ بازی در تیم ملی فوتبال انگلستان را در کارنامهٔ خود دارد. وی در تاریخ ۷ سپتامبر ۲۰۰۲ تنها بازی ملی خود را در مقابل تیم ملی فوتبال پرتغال انجام داد.